# LNB Pro A MVP finali
La LNB Pro A MVP finali è il premio conferito dalla Pro A al miglior giocatore delle partite finali per il titolo.

## Vincitori
| Stagione | Nazionalità        | Giocatore        | Squadra       |
| -------- | ------------------ | ---------------- | ------------- |
| 2004-05  | Rep. Dominicana    | Ricardo Greer    | Strasburgo    |
| 2005-06  | Turchia            | Hüseyin Beşok    | Le Mans       |
| 2006-07  | Stati Uniti        | Marc Salyers     | Roanne        |
| 2007-08  | Rep. Dominicana    | Jeff Greer       | Nancy         |
| 2008-09  | Mali               | Amara Sy         | ASVEL         |
| 2009-10  | Francia            | Mickaël Gelabale | Cholet        |
| 2010-11  | Stati Uniti        | John Linehan     | Nancy         |
| 2011-12  | Rep. Ceca          | Blake Schilb     | Élan Chalon   |
| 2012-13  | Stati Uniti        | David Lighty     | JSF Nanterre  |
| 2013-14  | Stati Uniti        | Alex Acker       | Limoges CSP   |
| 2014-15  | Francia            | Ousmane Camara   | Limoges CSP   |
| 2015-16  | Stati Uniti        | Casper Ware      | ASVEL         |
| 2016-17  | Camerun            | Jérémy Nzeulie   | Élan Chalon   |
| 2017-18  | Macedonia del Nord | Romeo Travis     | Le Mans       |
| 2018-19  | Serbia             | DeMarcus Nelson  | ASVEL         |
| 2019-20  | Non assegnato      | Non assegnato    | Non assegnato |
| 2020-21  | Stati Uniti        | David Lighty (2) | ASVEL         |
| 2021-22  | Francia            | Élie Okobo       | ASVEL         |
| 2022-23  | Stati Uniti        | Jordan Loyd      | Monaco        |
| 2023-24  | Stati Uniti        | Mike James       | Monaco        |